# Big Happiness
Pour plus de détails, voir Fiche technique et Distribution.
Big Happiness est un film américain réalisé par Colin Campbell, sorti en 1920.

## Synopsis
John Dant mène une vie de bohème à Paris lorsque son frère jumeau James, un financier anglais, lui demande de prendre son identité afin qu'il puisse aller secrètement pour affaires en Amérique. John accepte mais il se rend bientôt compte que son frère est un homme cruel qui a imposé le mariage à sa femme June. John tente de rectifier la situation et June tombe amoureuse de lui. Ayant appris que James a disparu lors d'un naufrage, il endosse complètement son identité. Mais, quelques semaines plus tard, James revient, renvoie John et bat sa femme. Mais il a une crise cardiaque et meurt, et ainsi John et June sont réunis.

## Fiche technique
- Titre original : Big Happiness
- Réalisation : Colin Campbell
- Scénario : Jack Cunningham, d'après le roman "Big Happiness"de Leslie Beresford
- Photographie : Robert Newhard
- Société de production : Dustin Farnum Productions
- Société de distribution : Robertson-Cole Distributing Corporation
- Pays d’origine :  États-Unis
- Langue originale : anglais
- Format : couleur (Technicolor) / noir et blanc — 35 mm — 1,37:1 — Film muet
- Genre : drame
- Durée : 70 minutes
- Dates de sortie :  États-Unis : 5 septembre 1920
- Licence : domaine public

## Distribution
- Dustin Farnum : John Dant / James Dant
- Kathryn Adams : June Dant
- Fred Malatesta : Raoul de Bergerac
- Violet Schram : Madamoiselle DeFarge
- Joseph J. Dowling : Alick Crayshaw
- William H. Brown : Watson
- Aggie Herring : Concierza